# Sobowice (województwo świętokrzyskie)
Sobowice – wieś w Polsce położona w województwie świętokrzyskim, w powiecie jędrzejowskim, w gminie Imielno.
| SIMC    | Nazwa   | Rodzaj    |
| ------- | ------- | --------- |
| 0239830 | Kwasków | część wsi |
| 0239847 | Mecznik | część wsi |

W latach 1975–1998 miejscowość administracyjnie należała do województwa kieleckiego.